# Rejsekort

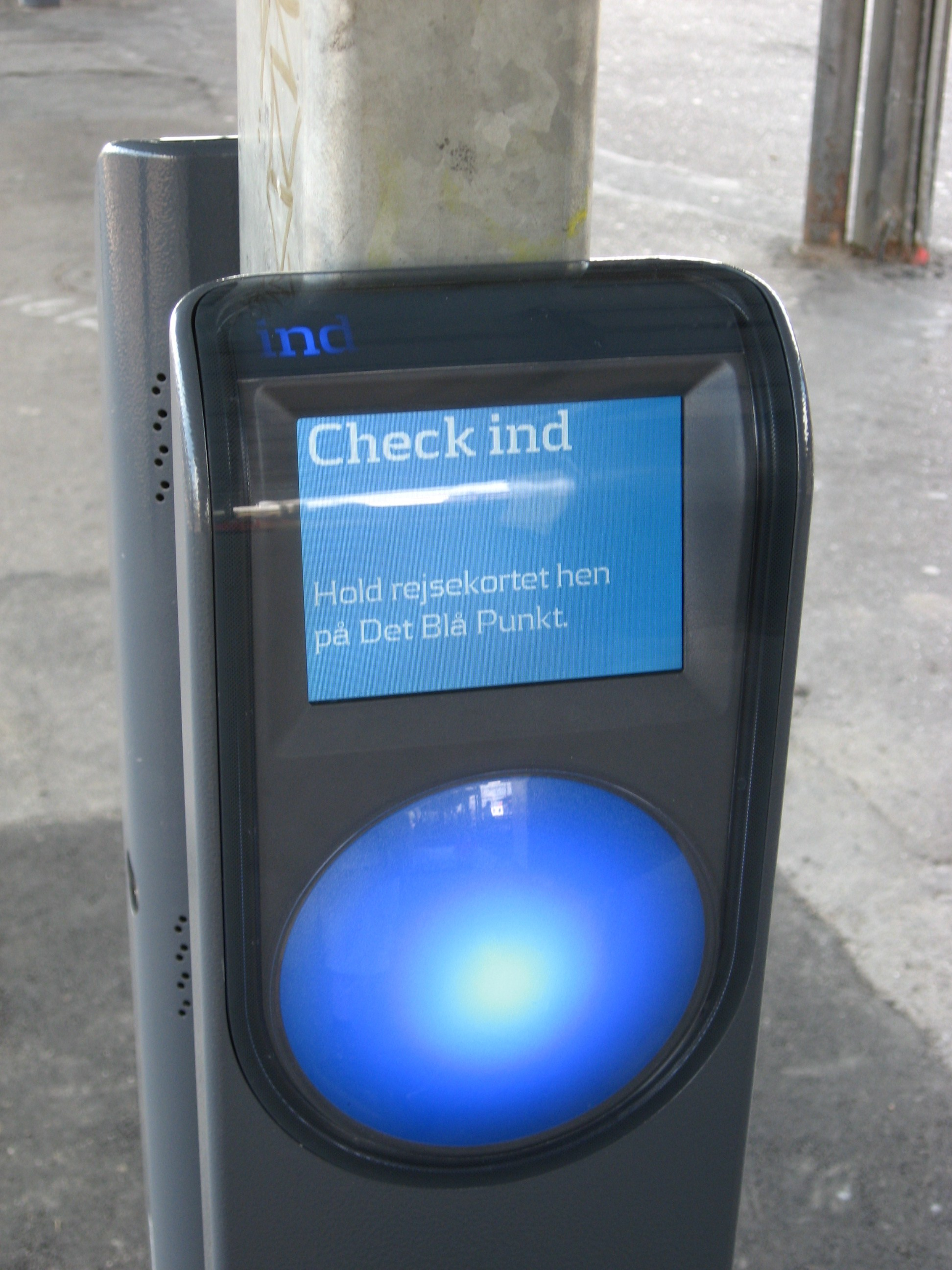
En kortavläsare för incheckning med Rejsekort – denna används när resan påbörjas.

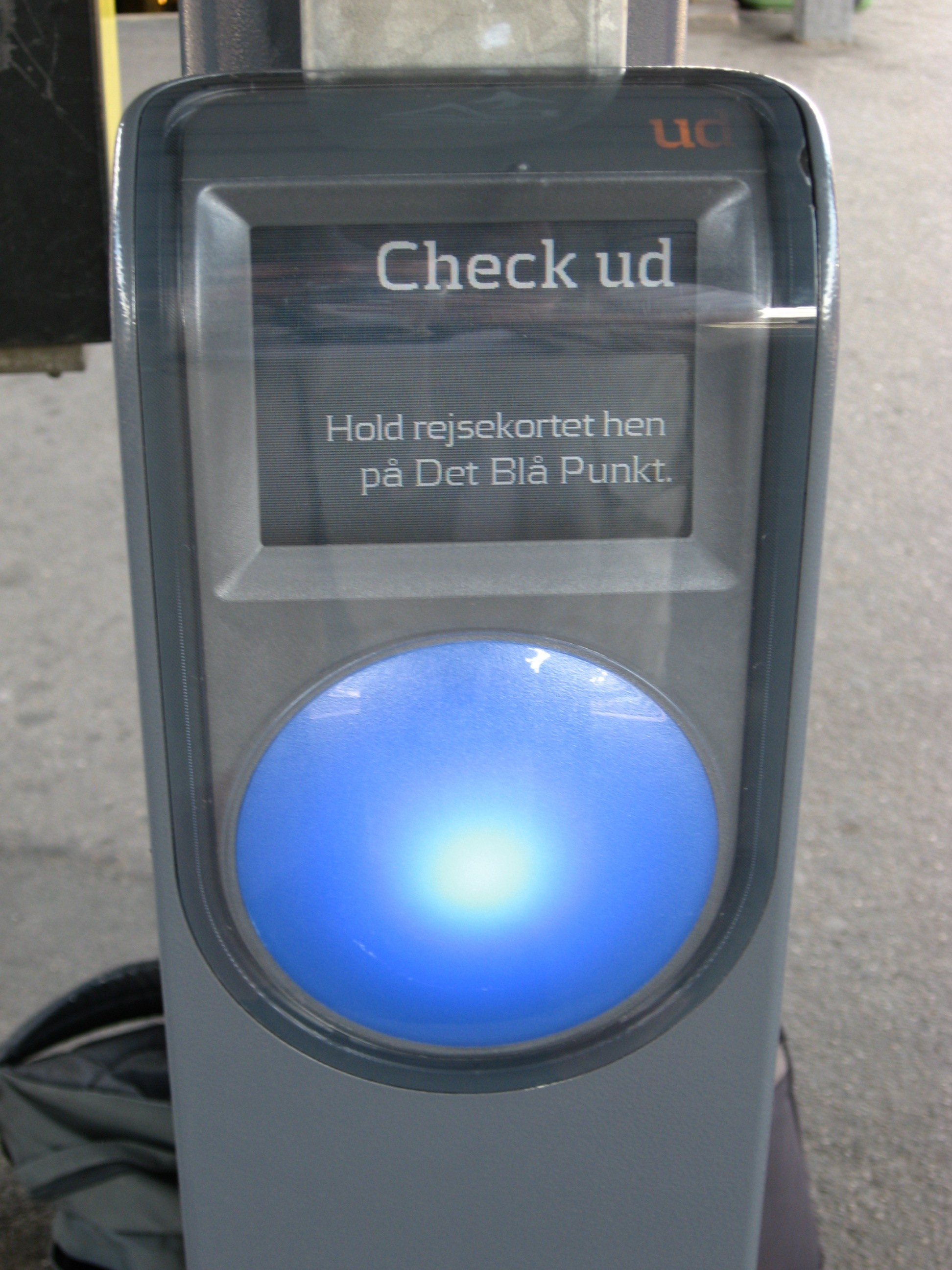
En kortavläsare för utcheckning med Rejsekort – denna används när resan avslutas.

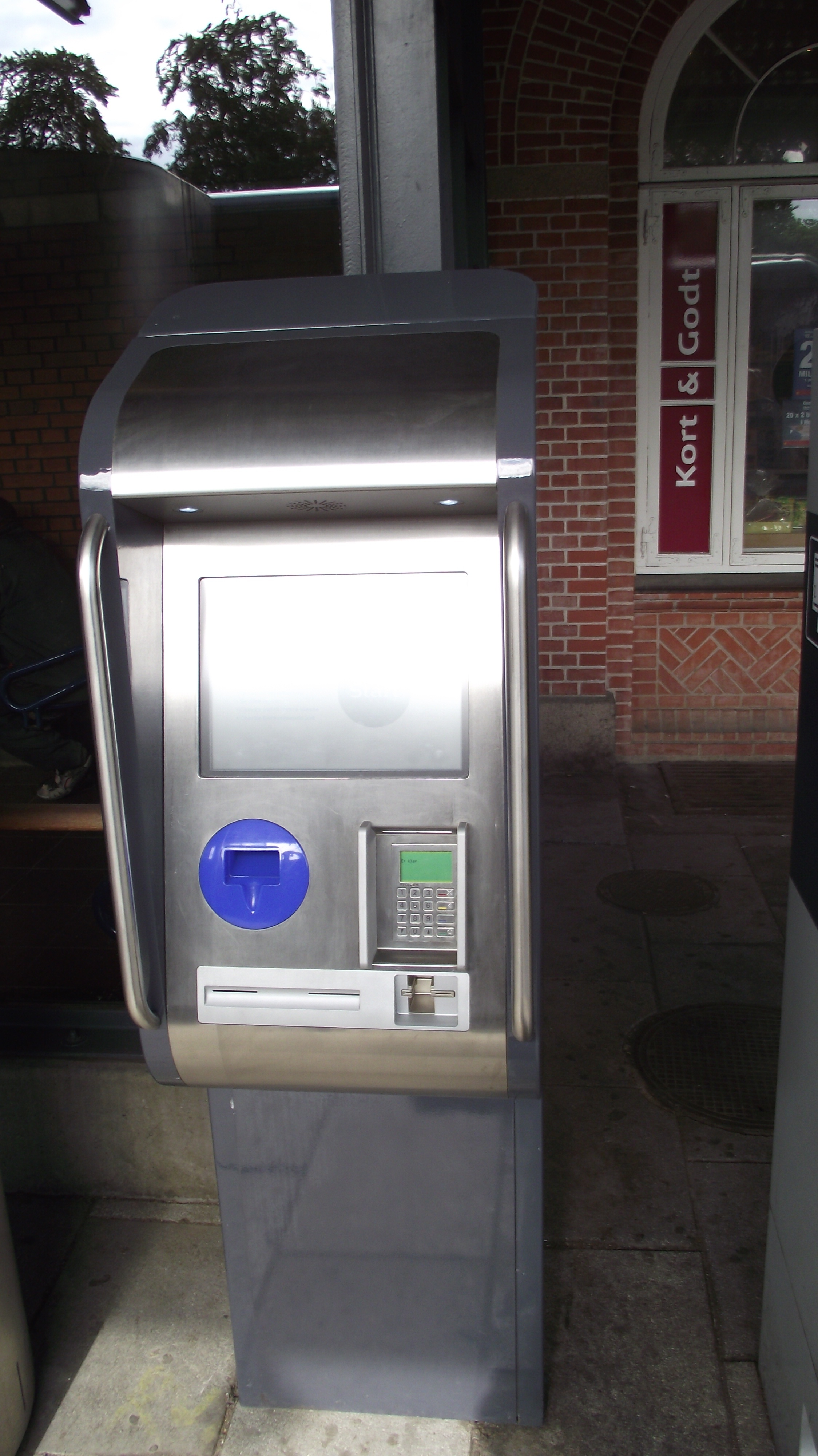
En Rejsekortautomat för betalning av ny period eller påfyllning av pengar till kortet.

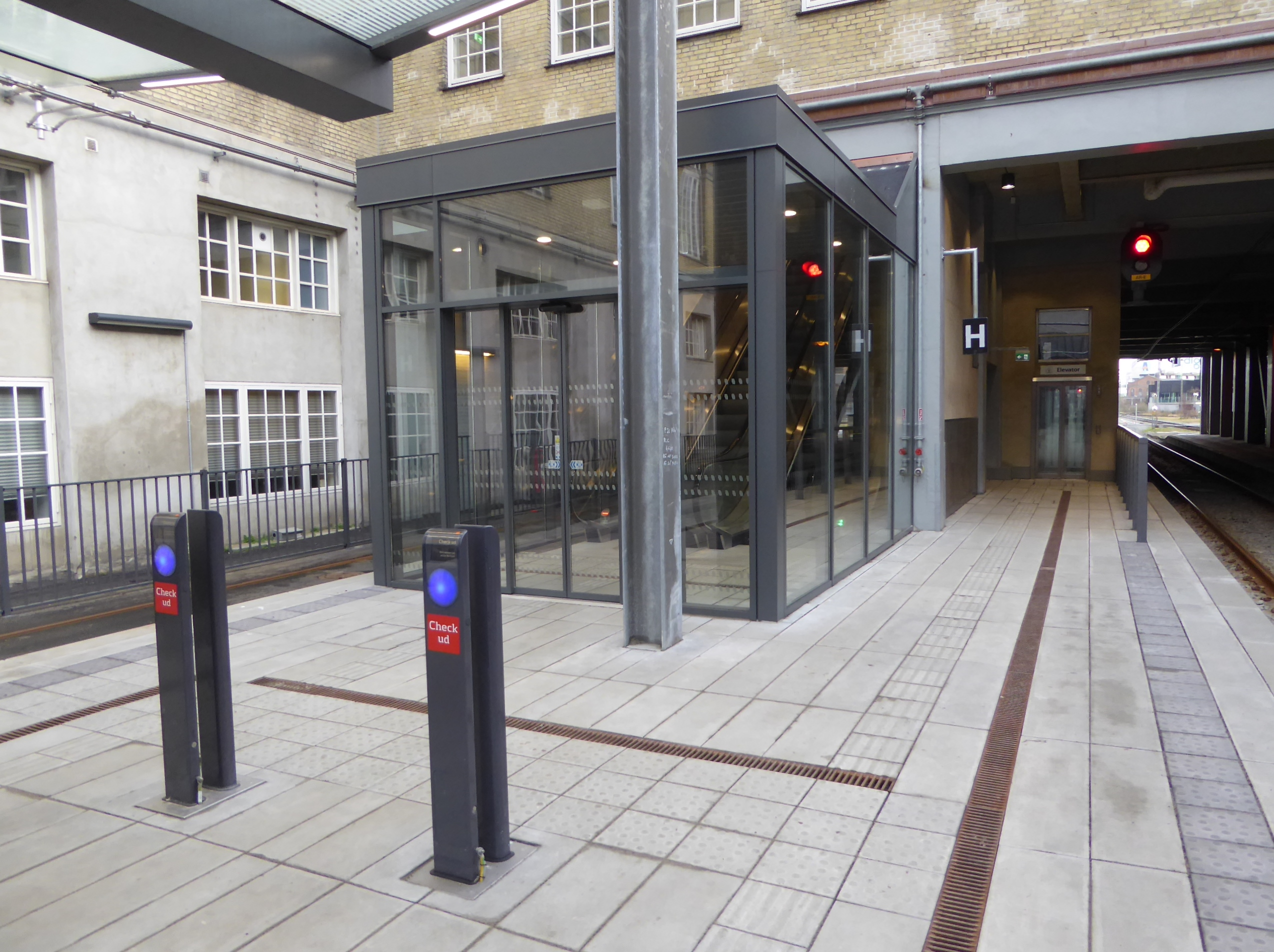
Avläsningsstolpar för in- respektive utcheckning vid centralstationen i Århus (Aarhus Letbanes perronger).

Rejsekort ("resekort") är ett elektroniskt biljettsystem för kollektivtrafiken i Danmark. Bolaget Rejsekort A/S (grundat 2003 och ägt av DSB, Movia med flera) har tillsammans med leverantören East-West Denmark Aps (sedan 2015 helägt av Thales Group) det övergripande ansvaret för driften och utvecklingen av kortet.
I september 2014 hade 900 000 Rejsekort utfärdats. Vid slutet av 2016 var antalet aktiva kort 2 miljoner, vilket motsvarar att 7 av 10 kollektivresenärer då hade ett Rejsekort.

## Historik
Sedan mitten av 2016, då Fyn anslöt sig till systemet, fungerar Rejsekort i hela landet. I Nordjylland och på västra Själland blev de tidigare klippkorten avskaffade 2013. I Köpenhamnsområdet var den ursprungliga planen att sluta sälja klippkorten sommaren 2013, vilket dock sköts upp ett par gånger. Försäljningen av klippkort i Köpenhamn med omnejd stoppades slutgiltigt den 8 februari 2015 – sista giltighetsdatum var 30 juni samma år. 

### Användning i Sverige
Sedan 1 maj 2017 är det möjligt att åka mellan Danmark och Malmö centralstation på ett Rejsekort, efter att kortavläsare för in- och utcheckning uppförts. Under 2019 uppfördes kortläsare även på Triangeln station och Hyllie station.